# Distrito autónomo de Yamalia-Nenetsia
Yamalia-Nenetsia (del ruso: Ямало-Ненецкий автономный округ) o simplemente Yamalia, también conocida como Yamalo-Nénets o Samoyedia (del ruso: Самоедия), es uno de los cuatro distritos autónomos que, junto con los cuarenta y siete óblast, veintiuna repúblicas, nueve krais y dos ciudades federales, conforman los ochenta y tres sujetos federales de Rusia. Su capital es Salejard y sus municipios más poblados, Noyabrsk y Novi Urengói. Está ubicado en el distrito Ural limitando al norte con el mar de Kara (océano Ártico), la bahía de Bajdaratskaya y el golfo del Obi, al este con Krasnoyarsk, al sur con Janti-Mansi y al oeste con Komi y Nenetsia.
Yamalia-Nenetsia ocupa 769 250 km² lo que la sitúa como la quinta entidad más extensa del país, tras Sajá, Krasnoyarsk, Jabárovsk e Irkutsk.

## Geografía

### Huso horario
Yamalo-Nénets está situado en la zona horaria de Ekaterimburgo (YEKT/YEKST). El desfase UTC es +05:00(YEKT)/+06:00(YEKST).

## Mapas

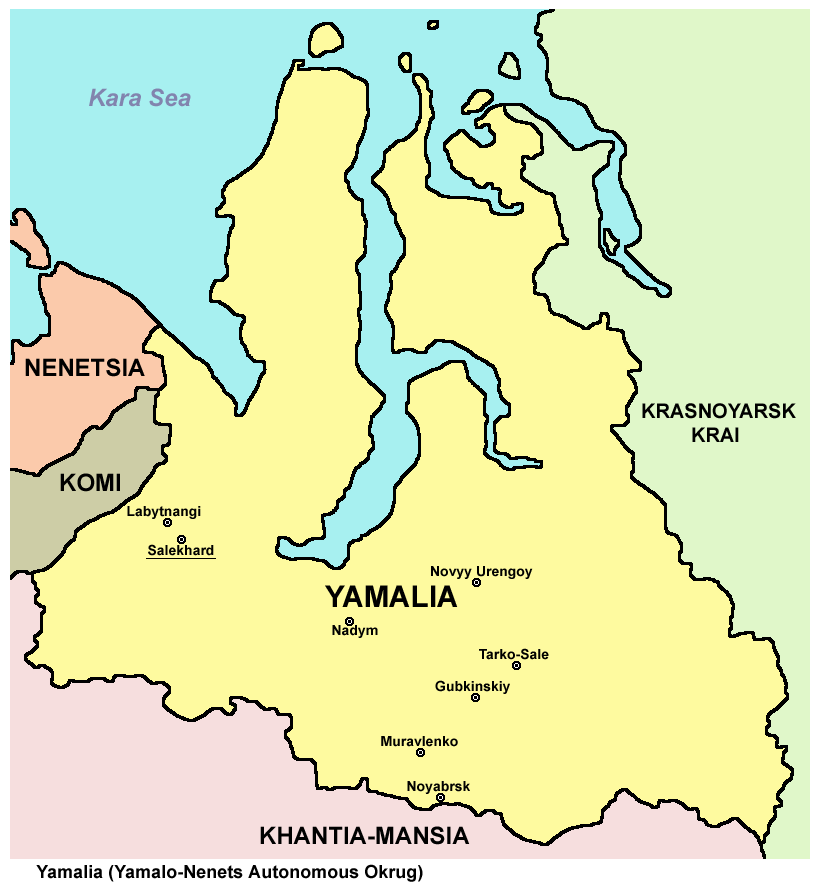
Mapa de Yamalia-Nenetsia
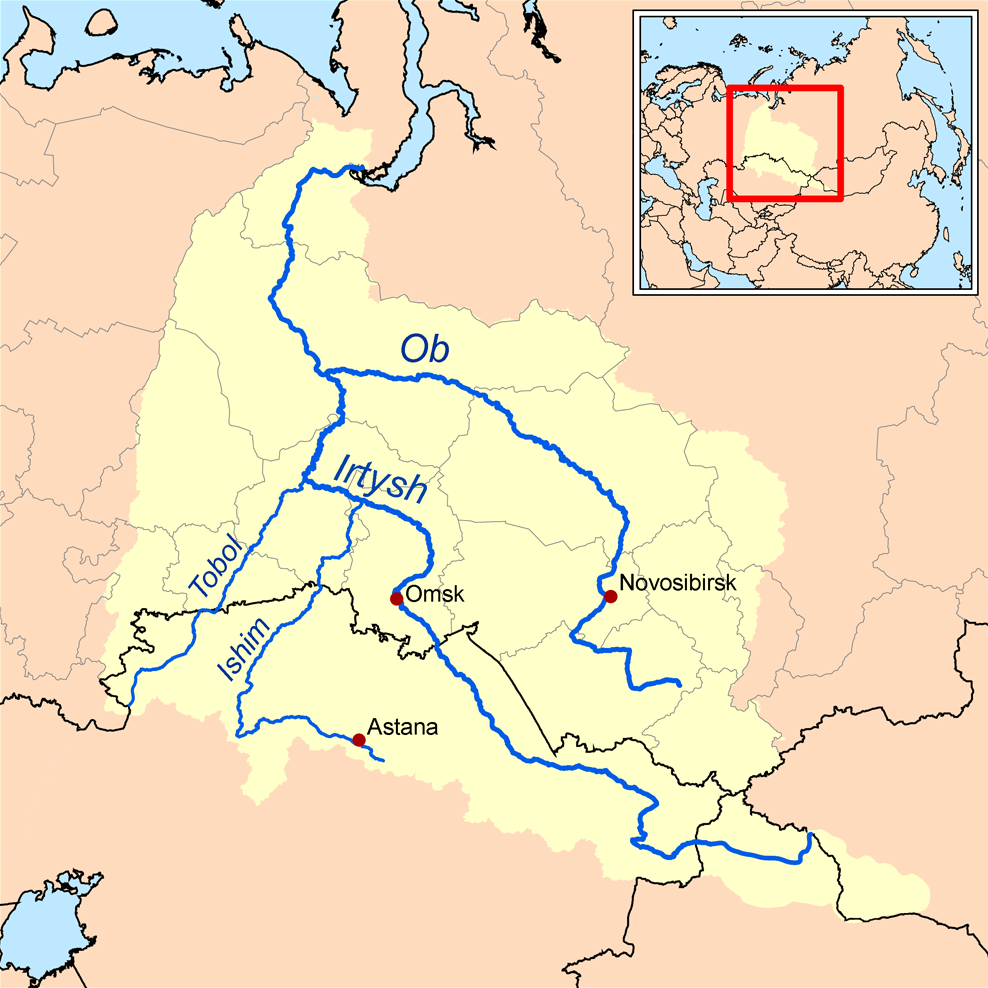
El río Obi fluye en dirección norte por el oeste de este distrito antes de desaguar en el golfo del Obi, (océano Ártico)
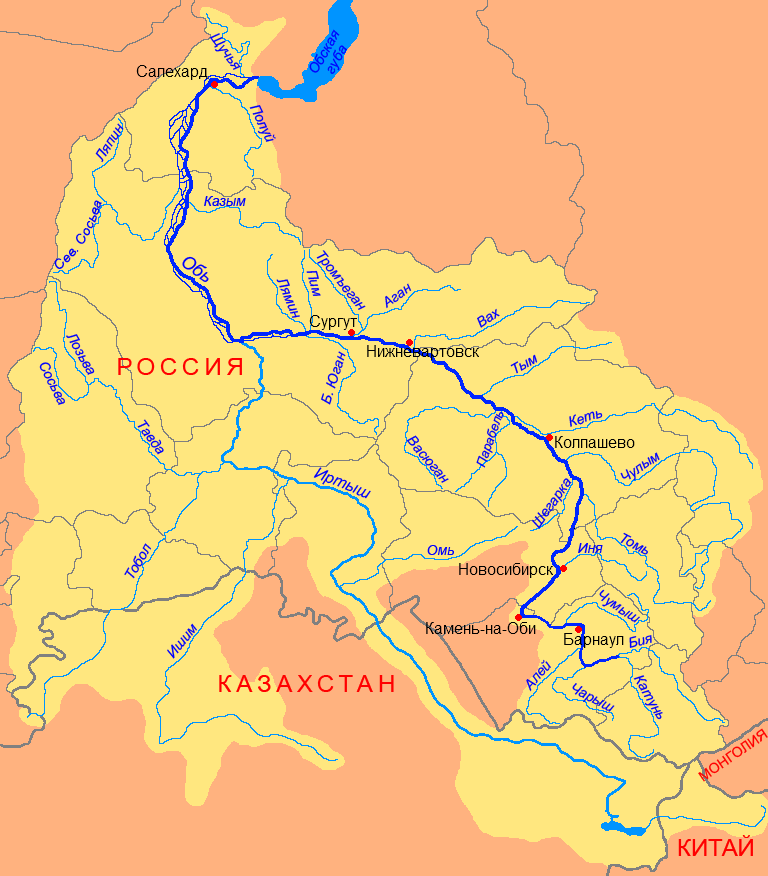
Mapa en ruso del río Obi donde aparece Salejard (Салехард), capital de este distrito

## Historia
Este distrito autónomo se formó el 10 de diciembre de 1930 como parte del antiguo óblast de los Urales.

## Demografía
Población (2002): 507.006.
Grupos étnicos: 
Debido a la llegada a la zona de un gran número de trabajadores relacionados con la industria petrolera, hoy día los nénets solo representen un 5,2% de la población, precedidos por los tártaros, los ucranianos y los rusos. Otros grandes grupos incluyen a los bielorrusos, los jantys, los azeríes, los baskires, los komis y los moldavos.
|            | Censo 1939     | Censo 1959     | Censo 1970     | Censo 1979     | Censo 1989      | Censo 2002      |
| ---------- | -------------- | -------------- | -------------- | -------------- | --------------- | --------------- |
| Nenets     | 13.454 (29,3%) | 13.977 (22,4%) | 17.538 (21,9%) | 17.404 (11,0%) | 20.917 (4,2%)   | 26.435 (5,2%)   |
| Jantys     | 5.367 (11,7%)  | 5.519 (8,9%)   | 6.513 (8,1%)   | 6.466 (4,1%)   | 7.247 (1,5%)    | 8.760 (1,7%)    |
| Komis      | 4.722 (10,3%)  | 4.866 (7,8%)   | 5.445 (6,8%)   | 5.642 (3,6%)   | 6.000 (1,2%)    | 6.177 (1,2%)    |
| Selkupes   | 87 (0,2%)      | 1.245 (2,0%)   | 1.710 (2,1%)   | 1.611 (1,0%)   | 1.530 (0,3%)    | 1.797 (0,4%)    |
| Rusos      | 19.308 (42,1%) | 27.789 (44,6%) | 37.518 (46,9%) | 93.750 (59,0%) | 292.808 (59,2%) | 298.359 (58,8%) |
| Ucranianos | 395 (0,9%)     | 1.921 (3,1%)   | 3.026 (3,8%)   | 15.721 (9,9%)  | 85.022 (17,2%)  | 66.080 (13,0%)  |
| Tártaros   | 1.636 (3,6%)   | 3.952 (6,3%)   | 4.653 (5,8%)   | 8.556 (5,4%)   | 26.431 (5,3%)   | 27.734 (5,5%)   |
| Otros      | 871 (1,9%)     | 3.065 (4,9%)   | 3.574 (4,5%)   | 9.694 (6,1%)   | 54.889 (11,1%)  | 71.664 (14,1%)  |

Estadísticas vitales (2005)
- Nacimientos: 7148 (tasa de nacimientos 13,6)
- Defunciones: 3099 (tasa de defunciones 5,9)

## Economía
El área es rica en gas natural; la segunda compañía rusa más grande, Novatek, tiene su sede en Salejard.